# У Баку дмуть вітри
«В Баку дмуть вітри» (азерб. «Bakıda küləklər əsir») — радянський художній фільм 1974 року, знятий на кіностудії «Азербайджанфільм».

## Сюжет
Фільм присвячений грізним рокам Німецько-радянської війни. Фільм розповідає про підступні наміри фашистів опанувати бакинською нафтою, але плани провокаторів руйнують чекісти, які за всяку ціну встають на захист об'єкта. У числі головної сюжетної лінії фільму — інтернаціоналізм і дружба народів.

## У ролях
- Шахмар Алекперов — Азад (Валерій Рижаков)
- Гасан Мамедов — Тахір Джалілович (Віктор Рождественський)
- Микола Федорцев — Орлов
- Рза Тахмасиб — Шахмар бек (Костянтин Тиртов)
- Павло Кадочников — Каштанов (Олег Голубицький)
- Олександр Афанасьєв — Штеллінг
- Інгрід Адриня — Еріка (Антоніна Кончакова)
- Ісмаїл Османли — Алі Баба
- Халіда Кулієва — Солмаз
- Олександр Суснін — старшина
- Мухтар Манієв — Карим (Юрій Боголюбов)
- Микаїл Микаїлов — Гасанзаде (Сергій Цейц)
- Багадур Алієв — Багадур

## Знімальна група
- Автори сценарію: Мухтар Дадашов, Юрій Доброхотов, Володимир Спіцин, Володимир Синицин
- Режисер-постановник: Мухтар Дадашев
- Оператор-постановник: Володимир Гусєв
- Монтажер-постановник: Тамара Нариманбекова
- Художник-постановник: Елбей Рзакулієв
- Композитор: Хайям Мірзазаде